# Conan the Barbarian (2011)
Conan the Barbarian is een Amerikaanse fantasyfilm uit 2011 van regisseur Marcus Nispel met in de hoofdrol, Jason Momoa. De film is gebaseerd op het personage Conan de Barbaar van Robert E. Howard.

## Verhaal
Het verhaal volgt Conan de Barbaar, een man geboren op het slagveld. Tijdens zijn jeugd wordt Conans dorp overvallen door de krijgsheer Khalar Zym die uit is op een fragment van het masker van Acheron om zijn dode vrouw Maliva en tevens duistere tovenares uit de dood te laten herrijzen. Het masker dat werd gebruikt om Hyboria te onderwerpen werd in het verleden in stukken gebroken en verdeeld over de barbaarse stammen die het duistere rijk van Acheron ten val brachten. Om te voorkomen dat het masker ooit weer verenigd zou worden werden de delen verborgen. Tijdens de overval wordt het dorp volledig afgeslacht en wordt Conan door Zym gedwongen om de dood van zijn vader Corin te aanschouwen. Na zijn vaders dood zweert hij wraak, maar Zym lijkt van de aardbodem verdwenen. Jaren later, als hij inmiddels volwassen is en rondkomt als piraat, komt hij per toeval op het spoor van de man die verantwoordelijk is voor de dood van zijn vader.

## Rolverdeling
| Acteur          | Personage              |
| --------------- | ---------------------- |
| Jason Momoa     | Conan de Barbaar       |
| Rachel Nichols  | Tamara                 |
| Stephen Lang    | Khalar Zym             |
| Rose McGowan    | Marique, Zym's dochter |
| Ron Perlman     | Corin, Conan's vader   |
| Bob Sapp        | Ukafa                  |
| Nonso Anozie    | Artus                  |
| Gisella Marengo | Maliva                 |
| Morgan Freeman  | De verteller           |